# Topografía corneal
La topografía corneal, también conocida como fotoqueratoscopía o videoqueratografía, es una técnica no-invasiva médica de imágenes para mapear la curvatura de la superficie de la córnea, la estructura exterior del ojo. La córnea es normalmente responsable de un 70% del poder refractivo de los ojos, su topografía es de importancia crítica en determinar la calidad de visión y la salud corneal.
El mapa tridimensional es por tanto una ayuda valiosa para el examen del oftalmólogo y del optometrista y puede asistir en la diagnosis y tratamiento de un número de condiciones; en planear cirugía de catarata y lente intraocular (IOL) implantación (plano o tórico IOLs); en planear cirugía refractiva como LASIK, evaluando sus resultados; y en evaluar el ajuste de lentes de contacto. Un desarrollo de la queratoscopía, la topografía corneal extiende la gama de medida de los cuatro puntos unos cuantos milímetros aparte de lo ya ofrecido por la queratometría con una malla de miles de puntos cubriendo la córnea entera. El procedimiento se lleva a cabo en segundos y es completamente indoloro.

## Operación
El paciente se sienta de frente a un bol que contiene un patrón iluminado, más generalmente una serie de anillos concéntricos. El patrón está centrado en la superficie anterior de la córnea del paciente y refleja atrás hacia una cámara digital en el centro del bol. La topología de la córnea está revelada por la forma tomada por el patrón reflejado. Un ordenador proporciona el análisis necesario, típicamente determinando la posición y altura de varios puntos de millares a través de la córnea. El mapa topográfico puede ser representado en un número de formatos gráficos, como un mapa sagital mapa, codificando en colores la inclinación de la curvatura según su valor dióptrico.

## Desarrollo

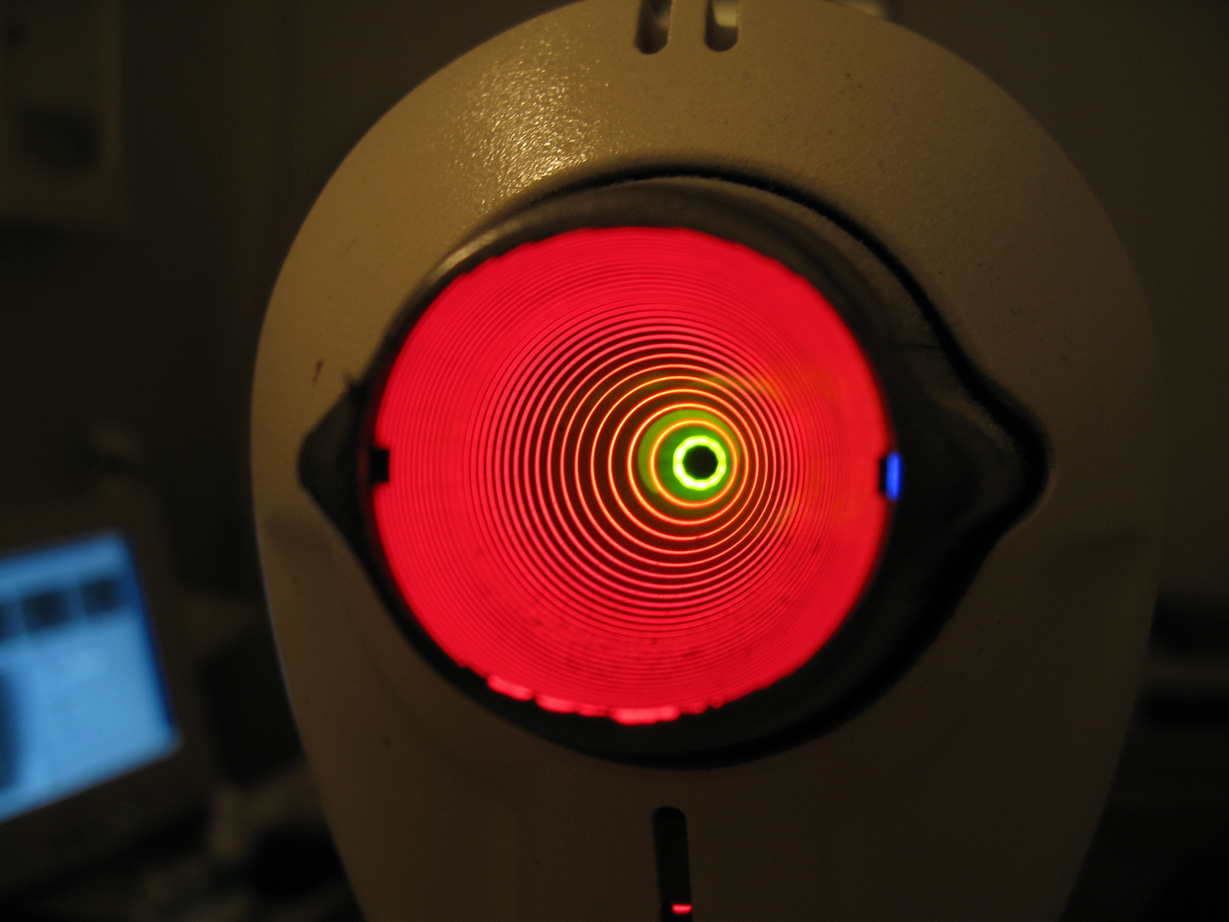
Un topógrafo Medmont E300

La topografía corneal debe su existencia al oftalmólogo portugués Antonio Plácido, quién en 1880, vio un disco pintado (el disco de Plácido) de diferentes anillos alternos blancos y negros reflejados en la córnea. Los anillos mostraron como líneas de contorno proyectadas en el filme de lágrima corneal. Javal L., un pionero en ese campo en los 1880s incorporó los anillos en su oftalmómetro y montó un ocular aumentando la imagen del ojo. Propuso que la imagen tendría que ser fotografiada o ser diagramada representando un análisis de la imagen.
En 1896, Allvar Gullstrand incorporó el disco en su oftalmoscopio, examinando fotografías de la córnea vía un microscopio y era capaz de calcular manualmente la curvatura mediante un algoritmo numérico. Gullstrand reconoció el potencial de la técnica y comentó que a pesar de su laboriosidad podría "dar una exactitud resultante que anteriormente no podría ser obtenido en cualquier otra manera". El campo plano del disco de Plácido redujo la exactitud de la periferia corneal y en los 1950s la empresa Wesley-Jessen usó un bol curvado para reducir los defectos de campo. La curvatura de la córnea podría ser determinada por comparación de fotografías de los anillos contra imágenes estandarizadas.
En la década de 1980, las fotografías de las imágenes proyectadas se digitalizaban a mano y luego se analizaban por computadora. La automatización del proceso siguió pronto con la imagen capturada por una cámara digital y pasaba directamente a una computadora. En los 1990s, los sistemas se pusieron a disposición comercialmente por varios proveedores. El primer sistema totalmente automático fue el Sistema de Modelado Corneal (CMS-1) desarrollado por Computed Anatomy, Inc. en la ciudad de Nueva York, bajo la dirección de Martin Gersten y un grupo de cirujanos en el New York Eye and Ear Infirmary. El precio de los primeros instrumentos fue inicialmente muy alto ($ 75.000), limitando en gran medida su uso a los establecimientos de investigación. Sin embargo, los precios cayeron sustancialmente con el tiempo, trayendo topografías de la córnea a presupuestos de clínicas más pequeñas y aumentando el número de pacientes que podían ser examinados.

## Uso

Una topografía corneal que muestra la etapa II de queratocono.

La topografía corneal computarizada puede ser empleada para diagnósticos. Es, de hecho, uno de los exámenes previos a pacientes a los cuales se experimentó con el Cross-enlazando y la Queratotomía MiniAsimétrica Radial (M.A.R.K.) Por ejemplo, el índice KISA% (queratometría, I-S, porcentaje de inclinación, astigmatismo) suele llegar en una diagnosis de queratocono, mostrando a sospechosos pacientes con queratocono y analizando el grado de cambios en la inclinación corneal en parientes sanos.
No obstante, la topografía en sí mismo es una medida de la primera superficie reflectante del ojo (capa de lágrimas) y no está dando cualquier información adicional junto a la forma de esa capa expresada en curvatura. El queratocono en sí es un patrón de la córnea entera, por lo tanto cada medida enfocada de una capa, no podría ser bastante para un estado del arte de la diagnosis. Especialmente casos tempranos de queratocono podrían perderse por una medición plana topográfica, lo cual es crítico si se está considerando una cirugía refractiva. La medida es también sensible a capas de lágrimas inestables. También, la alineación de la medición puede ser difícil, especialmente con ojos que tienen queratocono, un astigmatismo significativo, o a veces después de una cirugía refractiva.

## Otras lecturas
- Corbett M, O'Brart D, Rosen E & Stevenson R (1999). Corneal Topography. London: BMJ Books. 1999. p. 230. ISBN 0-7279-1226-7.